# Richard Wawro
Richard Wawro (* 14. April 1952 in Newport-on-Tay; † 22. Februar 2006 in Edinburgh) aus Schottland war bildender Künstler.
Wawro war Autist und hatte eine Inselbegabung. Er malte seit seiner Kindheit Bilder aus seiner Erinnerung mit perfekter Präzision. Er malte Szenen detailgetreu, die er nur für Sekunden im Fernsehen gesehen hatte. Er verwendete dafür Wachsmalstifte.
Sammler seiner Werke waren unter anderem Margaret Thatcher und der Papst Johannes Paul II.